# 白條麗眼鯛
白條麗眼鯛為輻鰭魚綱鱸形目鱸亞目鯛科的其中一種，分布於東南大西洋區，從納米比亞北部至南非納塔爾北部海域，棲息深度可達100公尺，體色紅橙色，體側具有鑲白邊的藍色斑塊，背鰭硬棘11-12枚，背鰭軟條10-11枚，臀鰭硬棘3枚，臀鰭軟條7-9枚，體長可達50公分，棲息在沿海岩石底質海域，屬肉食性，以軟體動物、甲殼類、蠕蟲等為食，可做為食用魚及遊釣魚。